# Nettleden with Potten End
Nettleden with Potten End es una parroquia civil del distrito de Dacorum, en el condado de Hertfordshire (Inglaterra).

## Geografía
Según la Oficina Nacional de Estadística británica, Nettleden with Potten End tiene una superficie de 7,08 km².

## Demografía
Según el censo de 2001, Nettleden with Potten End tenía 1526 habitantes (50,07% varones, 49,93% mujeres) y una densidad de población de 215,54 hab/km². El 19,59% eran menores de 16 años, el 72,21% tenían entre 16 y 74, y el 8,19% eran mayores de 74. La media de edad era de 41,84 años. Del total de habitantes con 16 o más años, el 17,11% estaban solteros, el 71,39% casados, y el 11,49% divorciados o viudos.
El 92,47% de los habitantes eran originarios del Reino Unido. El resto de países europeos englobaban al 2,42% de la población, mientras que el 5,11% había nacido en cualquier otro lugar. Según su grupo étnico, el 97,97% eran blancos, el 0,65% mestizos, el 0,46% asiáticos, el 0,2% negros, el 0,2% chinos, y el 0,52% de cualquier otro. El cristianismo era profesado por el 77,01%, el budismo por el 0,26%, el hinduismo por el 0,59%, el judaísmo por el 0,59%, y cualquier otra religión, salvo  el islam y el sijismo, por el 0,2%. El 14,93% no eran religiosos y el 6,42% no marcaron ninguna opción en el censo.
Había 597 hogares con residentes y 30 vacíos.